# كايل موني
كايل موني (بالإنجليزية: Kyle Mooney)‏ هو كاتب سيناريو وممثل أمريكي، ولد في 4 سبتمبر 1984 في سان دييغو في الولايات المتحدة.

## أعمال

### أفلام
- (2015) أهلا، اسمي دوريس
- (2016) زولاندر 2[5]

## وصلات خارجية
- كايل موني على موقع IMDb (الإنجليزية)
- كايل موني على موقع ألو سيني (الفرنسية)
- كايل موني على موقع ميوزك برينز (الإنجليزية)
- كايل موني على موقع أول موفي (الإنجليزية)
- كايل موني على موقع قاعدة بيانات الفيلم (الإنجليزية)
- كايل موني على موقع كينوبويسك (الروسية)
- كايل موني على موقع كينوبويسك (الروسية)